# Kazama Koya
Koya Kazama (風間 宏矢 Kazama Kōya, sinh ngày 16 tháng 4 năm 1993)  là một cầu thủ bóng đá người Nhật Bản thi đấu cho F.C. Gifu.
Anh trai của anh Koki cũng là một cầu thủ bóng đá hiện tại thi đấu cho đội bóng tại J2 League Giravanz Kitakyushu. 
Bố của anh, Yahiro, là một cựu cầu thủ bóng đá, và hiện tại là huấn luyện viên của đội bóng J1 League Kawasaki Frontale.

## Thống kê câu lạc bộ
Cập nhật đến ngày 23 tháng 2 năm 2018.
| Thành tích câu lạc bộ | Thành tích câu lạc bộ | Thành tích câu lạc bộ | Giải vô địch | Giải vô địch | Cúp                   | Cúp                   | Cúp Liên đoàn | Cúp Liên đoàn | Tổng cộng | Tổng cộng |
| Mùa giải              | Câu lạc bộ            | Giải vô địch          | Số trận      | Bàn thắng    | Số trận               | Bàn thắng             | Số trận       | Bàn thắng     | Số trận   | Bàn thắng |
| Nhật Bản              | Nhật Bản              | Nhật Bản              | Giải vô địch | Giải vô địch | Cúp Hoàng đế Nhật Bản | Cúp Hoàng đế Nhật Bản | J. League Cup | J. League Cup | Tổng cộng | Tổng cộng |
| --------------------- | --------------------- | --------------------- | ------------ | ------------ | --------------------- | --------------------- | ------------- | ------------- | --------- | --------- |
| 2012                  | Kawasaki Frontale     | J1 League             | 10           | 0            | 2                     | 0                     | -             | -             | 12        | 0         |
| 2013                  | Kawasaki Frontale     | J1 League             | 3            | 0            | 1                     | 0                     | 3             | 0             | 7         | 0         |
| 2014                  | Oita Trinita          | J2 League             | 34           | 6            | 2                     | 1                     | -             | -             | 36        | 7         |
| 2015                  | Oita Trinita          | J2 League             | 12           | 2            | -                     | -                     | -             | -             | 12        | 2         |
| 2015                  | FC Gifu               | J2 League             | 15           | 1            | 0                     | 0                     | -             | -             | 15        | 1         |
| 2016                  | FC Gifu               | J2 League             | 30           | 4            | 1                     | 1                     | -             | -             | 31        | 5         |
| 2017                  | FC Gifu               | J2 League             | 28           | 6            | 1                     | 0                     | -             | -             | 29        | 6         |
| Tổng                  | Tổng                  | Tổng                  | 132          | 19           | 7                     | 2                     | 3             | 0             | 142       | 21        |